# 保良浅之助
保良 浅之助（ほら あさのすけ、1883年3月11日 - 1975年5月1日）は、日本のヤクザ、政治家。和歌山県生まれ。

## 人物
保良の伝記である『侠花録』によると和歌山県の生まれとされる。大阪きっての大親分、鶴田丹蔵に見込まれ名前養子の縁を結んだ。山口県下関市において籠寅組、新宮座を経営。籠寅組は実態はヤクザであるが、表向きは一般の建築土木業や芸能興行を扱う会社組織であった。
公職として下関市会議員、市会副議長等に就いた。
岬之町魚問屋組合、下関中央鮮魚仲買組合、下関鮮魚運搬船組合によって昭和六年に設立された昭和冷凍の初代社長を勤め、実務は取締役支配人藤本万次郎に委託した。
衆議院議員となったきっかけは、火野葦平の『花と竜』で描かれた磯吉親分で著名な若松の吉田磯吉の存在である。北九州から筑豊一円の支持を集め、山口県にも影響力を伸ばしつつあった吉田磯吉は憲政会に所属したため、憲政会に対抗する立憲政友会は危機感を深め、現参議院議員林芳正の高祖父で元衆議院議員林義郎の祖父にあたる貴族院議員林平四郎が後援を行い、政友会推薦で出馬し当選した。その際、当時の政友会総裁で総理大臣の田中義一や山口県選出代議士の久原房之助が下関を訪れ、三顧の礼を持って政友会に迎えるという儀式が執り行われた。
保良浅之助と吉田磯吉の現役期間は、治安の安定は顕著で、両名はその後の明治以降の「侠客」のモデルとなり、また企業を経営する近代ヤクザの嚆矢と目されるとの説も存在する。

## 家族
- 妻・マツ - 下関市に製函業を営む保良寅吉の長女。生歿年不詳
- 長男・寅之助 - 「籠寅組」本社統括（時期不詳）
- 次男・菊之助 - 「籠寅興行部」統括（時期不詳）

他に2男2女あり。